# Maladie des taches foliaires du marronnier

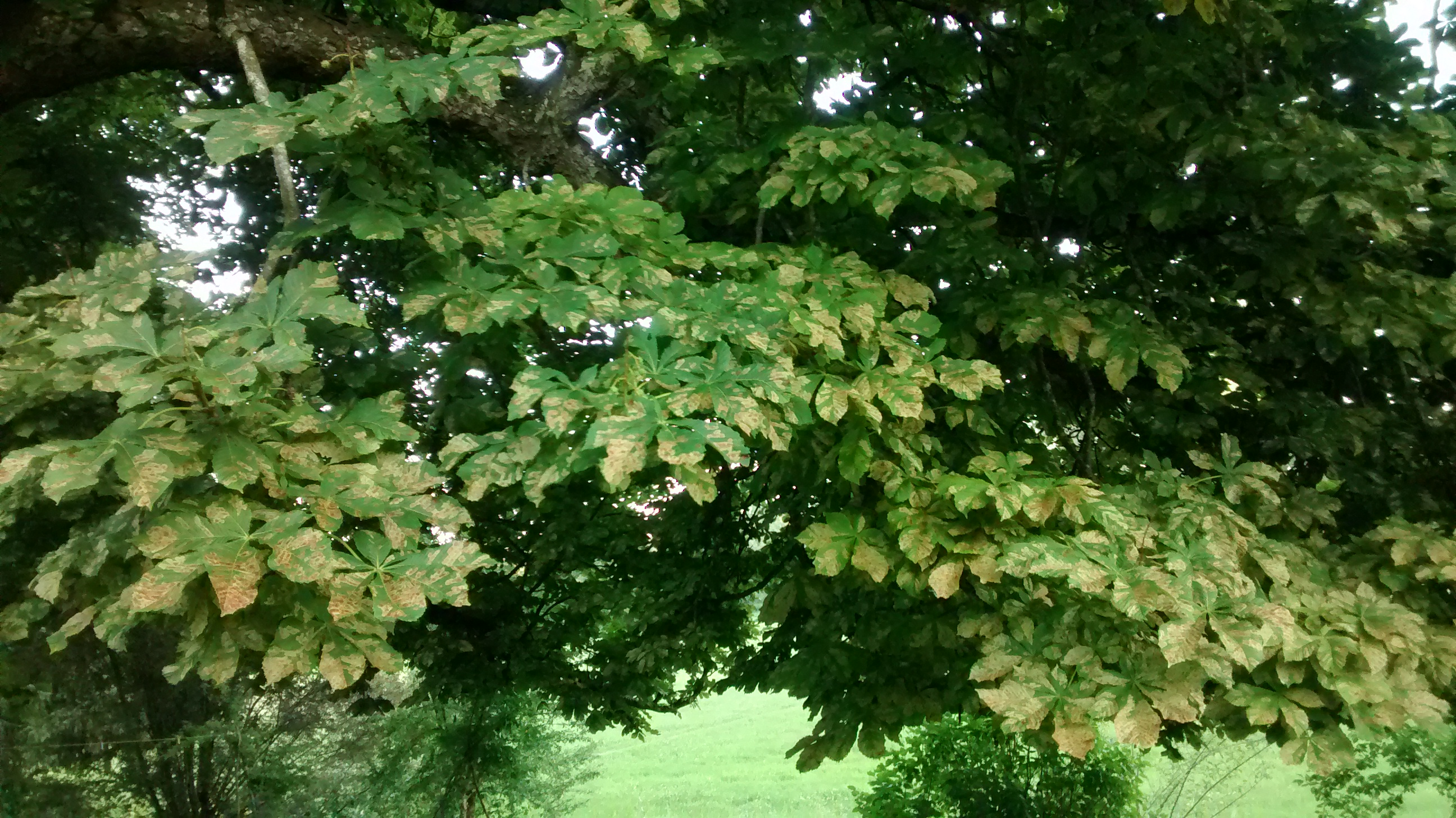

La maladie des taches foliaires du marronnier, ou maladie des taches brunes, est une maladie fongique qui affecte diverses espèces d'arbres du genre Aesculus. L'agent pathogène est un champignon ascomycète, Phyllosticta paviae. La maladie est présente dans toute l'aire de répartition du genre Aesculus, notamment en Europe, en Amérique du Nord et en Chine.